# 佐久田俊行
佐久田 俊行（さくだ としゆき、1991年8月25日 - ）は、日本のプロレスラー。沖縄県西原町出身。身長155cm、体重82kg。

## 経歴
2014年8月6日、夏の上野公園プロレス祭りの第2試合の橋本和樹戦でデビュー。コスチュームは水色。また同日の夜の部では橋本和樹と組み谷口裕一&関札皓太と対戦。結果は橋本が関札にPKで勝利。デビュー戦後のバックステージでは「デスマッチをしたくて、大日本プロレスに入った」とデスマッチファイターを希望している。
8月7日、夏の上野公園プロレス祭りの第2試合で前日に続き橋本とタッグを結成。河上隆一&大下敢と対戦。試合は橋本がアンクルホールドで大下から勝利。また夜の部では神谷ヒデヨシと対戦し抱え込み式の逆エビ固めで破れる。
8月10日、長野大会で同日にデビューした関札と対戦しラ・マヒストラルで勝利。デビューして、わずか4日で勝利する。
2016年7月31日、スケジュールの都合により欠場となった竹田誠志に代わってデスマッチデビュー。同時に入門時からかねて希望していたデスマッチBJへ転向する。
8月27日、最侠タッグリーグ戦2016デスマッチブロックにエントリー。伊東竜二とタッグを組む。
2017年、一騎当千に初エントリー。
2019年、一昨年同様、一騎当千へエントリー。
予選をブロック2位で通過し決勝トーナメントへと進出する。しかし準決勝にて木高イサミに敗れる
2020年10月8日、同じく「3代目血みどろブラザーズ」のメンバーである植木嵩行とともに、同日付で大日本プロレスを退団しフリーとなることが発表された。

## 特徴
- 2019年現在日本で最も身長が低い男性レスラーである。それまではみちのくプロレスののはしたろうが10年以上記録を保っていた。
- 地元沖縄でOZアカデミーの興行がおこなわれる際は参戦していた。
- ドラえもんを好んでおり佐久田個人のグッズ、使用するパイプ椅子や蛍光灯などの凶器、コスチュームなどの多くはドラえもんのカラーパターンになっているものが多い。また新規デスマッチアイテムとして「安全ピンボード（大量の安全ピンを、針が上に来るように、どこでもドアの色をした小さめのボードに接着）」や人間切断機（丸ノコをボードに4枚貼り付けたもの）を考案し、実戦投入している。

## 戴冠歴
大日本プロレス
- 横浜ショッピングストリート6人タッグ王座：4回（第19代、21代、23代、25代、27代）

　パートナーは高橋匡哉&植木嵩行
プロレスリングFREEDOMS
- KING of FREEDOM WORLD TAG王座：2回（第18代、22代）

　パートナーは植木嵩行 → 最上九

## 得意技
- ファイアーバード・スプラッシュ
- ライオンサルト
- アラビアンプレス
- サクラッチ
- 不知火
- 人間爆弾

串刺し式のセントーン。ジャンプで脚を上げ背面から相手に突っ込む。リングの上に置いた椅子からジャンプしたり、相手にデスマッチアイテムを載せてから飛びかかるなどしている。
- 逆打ち

野橋太郎と同型。
- 魚串攻撃

デスマッチアイテムとして使用される金属製の串。主に相手の頬に突き刺して貫通させる。
- 人間切断機

デスマッチアイテムとして使用される丸ノコギリの刃。手持ち凶器として木製バットやマネキンの頭部に取り付けられたものから、ボードに固定し大型凶器として使用される場合もある。

## 入場テーマ曲
- 大日本プロレス所属時代 : dwarf (佐久田俊行のテーマ)
- フリー時代(2023年頃まで) : Chase the Light!(Fear, and Loathing in Las Vegas)
- 現在 : 異端者の悲しみ (人間椅子)

## 出演

### 映画
- 狂猿（2021年、SPACE SHOWER FILMS）[4]